# Svenska mästerskapen i fälttävlan 1965
Svenska mästerskapen i fälttävlan 1965 avgjordes i Gävle . Tävlingen var den 15:e upplagan av Svenska mästerskapen i fälttävlan.

## Resultat
| Placering | Ryttare         | Häst     |
| --------- | --------------- | -------- |
| 1         | Göte Bylund     | L'Argent |
| 2         | Dennis Holmberg | Varvara  |
| 3         | Olle Barkander  | Taxi     |